# Bostra pruinosa
Bostra pruinosa – gatunek owada z rzędu straszyków i rodziny Diapheromeridae.
Gatunek ten opisany został w 1908 roku przez Josepha Redtenbachera na podstawie pojedynczego okazu samicy.
Holotyp ma smukłe ciało długości 210 mm, ubarwione brunatnoszaro z białym oszronieniem. Na kulistawej głowie znajduje się poprzeczna seria czterech drobnych guzków. Po bokach tułowia występują niewielkie kolce, a na śródpiersiu i zapiersiu żeberka. Operculum wznosi się znacznie powyżej wierzchołka odwłoka. Odnóża są długie i smukłe, a ostatnia ich para ma stopy z płatowato-pierzastymi wyrostkami.
Owad neotropikalny, znany wyłącznie z brazylijskiego Belmonte.